# Flashing Lights (álbum)
Flashing Lights (en español: Luces Intermitentes) es el álbum de estudio debut  de la cantante australiana Havana Brown. Fue lanzado el 11 de octubre de 2013, por Island Records Australia en Australia y Nueva Zelanda. El álbum fue precedido por los sencillos «Flashing Lights» y «Warrior». El álbum debutó en el número seis ARIA Charts y pasó cinco semanas en el top 50.

## Lista de canciones
- Edición estándar

| Flashing Lights |                                                          | |                                    |          |  |
| N.º             | Título                                                   | Escritor(es)                                                                                                   | Productor(es)                      | Duración |  |
| 1.              | «Warrior»                                                | Ver lista - Jonas Saeed - Niclas Kings - Luciana Caporaso - Nick Clow - Sabi                                   | Ver lista - Kings                  | 3:46     |  |
| 2.              | «We Run the Night» (featuring Pitbull)                   | Ver lista - Cassie Davis - Snob Scrilla - RedOne - John Mamann - Yohanne Simon - Jean Claude Sindres           | Ver lista - RedOne                 | 3:48     |  |
| 3.              | «Big Banana» (featuring R3hab & Prophet)                 | Ver lista - Brown - R3hab - AJ Junior - Rivington - Hajji - Lenssen - Rabon Brunings                           | Ver lista - Brown - R3hab          | 3:08     |  |
| 4.              | «Ba*Bing»                                                | Ver lista - Brown - Caporaso - Clow - Carl Ryden                                                               | Ver lista - Carl Ryden             | 3:40     |  |
| 5.              | «Naughty»                                                | Ver lista - Brown - Caporaso - Clow - Ryden - Paul Harris                                                      | Ver lista - Ryden - Harris         | 3:35     |  |
| 6.              | «Flashing Lights»                                        | Ver lista - Brown - RedOne - John Mamann - Sindres - Simon - Teddy Sky                                         | Ver lista - RedOne                 | 4:20     |  |
| 7.              | «Any1»                                                   | Ver lista - Rodney Jerkins - Francesco Burali-Forti - Alicia Renee Williams                                    | Ver lista - Darkchild              | 3:48     |  |
| 8.              | «Someone to Love»                                        | Ver lista - Ryden - Clow - Caporaso - Kenneth Karlin                                                           | Ver lista - Ryden                  | 4:05     |  |
| 9.              | «One More Time» (featuring Cave Kings)                   | Ver lista - Brown - Clow - Caporaso - Saeed - Kings                                                            | Ver lista - Kings                  | 3:27     |  |
| 10.             | «No Tomorrow»                                            | Ver lista - Jerkins - Clow - Caporaso - Williams - Greg Morgan                                                 | Ver lista - Darkchild              | 3:29     |  |
| 11.             | «Last Night» (Pitbull featuring Havana Brown & Afrojack) | Ver lista - Armando C. Perez - Clyde McKnight - Urales Vargas - Anthony Preston                                | Ver lista - Afrojack - DJ Buddha   | 3:39     |  |
| 12.             | «You'll Be Mine» (featuring R3hab)                       | Ver lista - RedOne - Hajji - Junior - R3hab - Fabian Lenssen - Addy Van Der Zwan - M.J. Lyrical - Mark Simmons | Ver lista - Brown - RedOne - R3hab | 4:10     |  |

- Edición Deluxe

| The Overdose Mix |                        |          |  |
| N.º              | Título                 | Duración |  |
| 1.               | «Flashing Lights»      |          |  |
| 2.               | «Big Banana»           |          |  |
| 3.               | «Spread a Little Love» |          |  |
| 4.               | «You'll Be Mine»       |          |  |
| 5.               | «Get It»               |          |  |
| 6.               | «We Run the Night»     |          |  |
| 49:35            |                        |          |  |

- Datos: Q16838606